# Brian Quick
(en) Statistiques sur pro-football-reference
Brian Rumeal Quick (né le 5 juin 1989 à Columbia) est un joueur américain de football américain. 

## Carrière

### Université
Quick étudie à l'université d'État des Appalachian où il intègre l'équipe de football américain des Mountaineers. Après une saison 2011 très bonne de Quick, CBS Sports le classe comme dixième au classement des receveurs pour le prochain draft.

### Professionnel
Brian Quick est sélectionné au deuxième tour du draft de la NFL de 2012 par les Rams de Saint-Louis au trente-troisième choix.